# Marek Penksa
Marek Penksa (* 4. August 1973 in Veľký Krtíš) ist ein ehemaliger slowakischer Fußballspieler.

## Karriere

### Im Verein
Marek Penksa spielte in seiner Jugend für seinen Heimatverein Baník Veľký Krtíš. 1986 wechselte er zu Dukla Banská Bystrica. Im Mai 1990 debütierte er mit erst 16 Jahren in der 1. Tschechoslowakischen Liga.
Eintracht Frankfurt verpflichtete das Stürmertalent 1992 und lieh es in der Saison 1993/94 an Dynamo Dresden aus. In Dresden wird der Name Penksa vor allem mit einer Szene aus dem mit 1:0 gewonnenen Spiel gegen Schalke 04 vom April 1994 verbunden, in der er sich in der Schlussphase vor dem Flanken kurz auf den Ball setzte, um damit seinen Gegenspieler zu düpieren. Der Schiedsrichter sah in der Aktion allerdings eine Spielverzögerung und bestrafte sie mit einer Gelben Karte. Bei Dynamo konnte Penksa einige Akzente setzen, so dass die Frankfurter ihn mit großen Hoffnungen nach einer Saison zurückholten. Doch nach seiner Rückkehr nach Frankfurt konnte sich Penksa nicht gegen die Konkurrenz bei der Eintracht durchsetzen und wechselte im Januar 1996 zum Grazer AK.
Nach nur einer Spielzeit ging der Slowake zu Rapid Wien, wo er seine erfolgreichste Zeit hatte. In 110 Ligaspielen erzielte er 18 Tore. Anfang 2000 wechselte er für ein halbes Jahr zum DSV Leoben, zur Saison 2000/01 wurde er von den Stuttgarter Kickers verpflichtet. Nach nur zehn Spielen und zwei Toren zog der nur 1,70 m kleine Stürmer im Februar 2001 weiter zum damaligen ungarischen Meister Dunaferr SE und traf in 16 Spielen zehn Mal. 2001/02 gelangen ihm fünf Tore in 18 Spielen, woraufhin er im Februar 2002 von Ferencváros Budapest für 60.000 Euro verpflichtet wurde. Für den ungarischen Spitzenclub kam Penksa in 72 Spielen zum Einsatz, in denen ihm vier Treffer gelangen.
Im Sommer 2005 wechselte Penksa zum polnischen Klub Wisła Krakau. Im Juli 2007 unterschrieb er bei seinem ehemaligen Verein Dynamo Dresden einen Einjahresvertrag; er erhielt für die Regionalligasaison 2007/08 die Rückennummer 99 und schaffte mit den Dresdnern die Qualifikation für die neue eingleisige 3. Liga.
Im Juli 2008 wechselte Penksa zum slowakischen Erstligisten 1. FC Tatran Prešov.

### In der Nationalmannschaft
Für die Slowakische Fußballnationalmannschaft machte Penksa sieben Spiele in den Jahren 1994 und 1995. Außerdem spielte er vier Mal für die Tschechoslowakische U-21-Nationalmannschaft.

## Sonstiges
- Am 32. Spieltag der Saison 1992/93 wechselte der Frankfurter Trainer Horst Heese Penksa in der 21. Spielminute für den Fußballdeutschen Slobodan Komljenović ein, wodurch zusammen mit Jay-Jay Okocha, Kachaber Zchadadse und Anthony Yeboah vier Ausländer auf dem Platz standen – einer mehr, als die DFB-Statuten erlaubten. Heese merkte seinen Fehler und wechselte Penksa nach nur vier Minuten wieder aus, das Spiel wurde jedoch mit 2:0 Punkten und 2:0 Toren für Bayer 05 Uerdingen gewertet.
- Bekannt wurde Penksa auch für seine Rolle nach Toren, die vor allem unter Rapid-Fans als legendäre „Penksarolle“ in Erinnerung ist.